# Хайман, Карл
Карл Хайман (нем. Carl Heymann; 6 октября 1854, Филене, ныне Польша — 1922) — немецкий пианист, музыкальный педагог и композитор. Сын кантора Исаака Хаймана.
Окончил Кёльнскую консерваторию, ученик Фердинанда Хиллера, Фердинанда Бройнунга и Фридриха Гернсхайма. Занимался также композицией в Берлине под руководством Фридриха Киля. Дебютировал с большим успехом, напоминая, по воспоминаниям его соученика Карла Лахмунда, «второго Рубинштейна»; позднее критик Йозеф Шраттенхольц называл Хаймана и «новым Листом». В 1872 г. сопровождал в гастрольном турне скрипача Августа Вильгельми. Затем, однако, слабое душевное здоровье вынудило Хаймана отказаться от карьеры виртуоза; некоторое время он работал в Бингене, затем в Праге. К концу 1870-х гг. его состояние улучшилось, и Хайман перебрался в Висбаден как придворный пианист графа Гессенского, а в 1879 году принял предложение Иоахима Раффа и занял пост профессора фортепиано в Консерватории Хоха (сменив проработавшего под началом Раффа неполный год Иосифа Рубинштейна); здесь учеником Хаймана стал Эдуард Макдауэлл, оценивавший очень высоко и исполнительские, и педагогические качества Хаймана. Однако в сентябре 1880 г. Хайман вновь почувствовал себя нездоровым, вышел в отставку и уехал в Бинген, а на следующий год был помещён в психиатрическую лечебницу, где и провёл оставшуюся часть жизни. Его композиторское наследие включает фортепианный концерт и некоторое количество виртуозных фортепианных пьес.